# Franjevačka crkva i samostan Gospe od Pojišana u Splitu
Crkva Gospe od Pojišana je poznato marijansko svetište i zavjetna crkva u Splitu, a prvi put se spominje na kamenom natpisu iz 10. stoljeća. Smještena je na brežuljku iznad uvale Bačvice na predjelu Pojišan, istočno od gradskog središta. Glavno je slavlje na Veliku Gospu 15. kolovoza, kad se ikona Marije Hraniteljice u srebrnom prijestolju ujutro donosi u katedralu da bi se navečer svečano, na ramenima pučana i mornara, u pratnji nadbiskupa, kanonika, svećenstva i desetaka tisuća vjernika, ulicama grada vratila u svetište na Pojišanu.

## Povijest
Svetište na Pojišanu datira iz 10. stoljeća, a zavjetna crkva spominje se još 1260. godine Crkva je, kroz stoljeća, nekoliko puta proširivana. Godine 1607. splitski knez i kapetan Martin Bondumerio u potpunosti je obnovio crkvu u čast Blažene Djevice Marije. Međutim, kako se prostor kasnije pokazao neadekvatnim, proširena je 1761. – 1772. godine i u nju je smješten najveći barokni oltar u gradu (1794.). Dana 6. ožujka 1909. svetište je povjereno na čuvanje franjevcima kapucinima, koji su uz njega 1911. podignuli samostan. Samostan je proširen 1938. godine brigom ondašnjeg gvardijana fra Pavla Ivakića.
Župu Gospe od Pojišana osnovao je 28. svibnja 1944. godine biskup Kvirin Klement Bonefačić (1923. – 1954.) i povjerio je kapucinima. Župa danas ima oko 10.000 župljana, a obuhvaća dijelove kotara Bačvice, Gripe i Lučac. Svetište posjeduje mehaničke orgulje koje je ugradio slovenski graditelj Franz Jenko 1962. godine. Župa Gospe od Pojišana je 2009. godine proslavila 100 godina od dolaska braće kapucina u ovo svetište i 65. godina postojanja župe. Godine 2010. zajedno sa svim franjevcima, a osobito kapucinima, slave 400 godina prisustva braće kapucina u Hrvatskoj. 
Župu je 2008. vodio fra Anto Pervan uz pomoć gvardijana fra Mirka Varge-Ljubića i kapelana fra Drage Vrhovca. Danas (2021.) je gvardijan fra Žarko Lučić.

### Čudotvorna slika Gospe od Pojišana
Čudotvorna slika Gospe od Pojišana je u davnim vremenima često donošena u grad kako bi ga štitila od raznih nedaća i opasnosti (ratovi, epidemije, suša, glad). Tako je zabilježeno da je pred njom skinuta zastava Mletačke Republike kada ju je Napoleon ukinuo 1797. godine. Pred njom je 1715. godine proslavljen prestanak turske okupacije Sinja, a tijekom vremena i većina jubileja i događaja.
Prema jednoj legendi, čudotvornu ikonu, naslikanu na drvu, našao je jedan vinogradar Poljičanin na Pojišanu, na mjestu gdje je sadašnje svetište, na tom mjestu je obrađivao zemlju. Naišao je na sliku Gospe i odveo ju u svoju kuću. Slika se sutradan čudom vratila na mjesto gdje je pronađena, vinogradar ju je ponovo vratio u kuću no ona se ponovo vratila na isto mjesto. Sagrađena je kapelica i od tada su je Poljičani smatrali svojom zaštitnicom, te joj redovito hodočastili. Gospi od Pojišana i danas dolaze potrebni njezina zagovora, a procesija na Velu Gospu okupi tridesetak tisuća građana, dok ih barem još toliko u dane oko blagdana pohodi svetište. Ostala slavlja su na blagdan Gospe od Karmela (16. srpnja), svetog Leopolda Mandića (12. svibnja) i svetog Nikole biskupa (6. prosinca), kad svetište pohode brojni pomorci i njihove obitelji.
Godine 1904. pred pojišanskim je svetištem i Gospinom slikom biskup Filip Frano Nakić (1889. – 1910.) s tisućama građana posvetio Split i Biskupiju splitsko-makarsku nebeskoj Majci i Kraljici. Osobito su je štovali pomorci, pozdravljajući je počasnim topovskim salvama pri uplovljavanju u luku, a svetište su ispunili maketama i slikama brodova spašenih u oluji zagovorom Zvizde mora. Pored velikog srebrnog prijestolja, načinjenog u Veneciji od zavjetnih darova, Splićani su darovali svojoj Kraljici zlatnu i srebrnu krunu.

## Molitve i pjesme čudotvornoj Gospi od Pojišana
Niz je pučkih pjesama i molitvi u kojima Dalmatinci spominju svoju zaštitnicu i mole joj se. Jedna od njih je Molitva Čudotvornoj Gospi od Pojišana, zaštitnici grada Splita:
| » | U ime Oca i Sina i Duha Svetoga! Amen! Spomeni se, o predobrostiva Djevice Marijo, kako se nije nikada čulo da si ikoga zapustila, koji se tebi u zaštitu utekao, tvoju pomoć zatražio i tvoj zagovor zaprosio. Ovim pouzdanjem obodren utječem se i ja tebi, Djevice djevica. Tebi, Majko dolazim, pred tobom eto stojim je grešnik i uzdišem. Nemoj, Majko Riječi Božje, prezreti riječi mojih, nego ih milostivo poslušaj i usliši. Amen! Oče naš.... Pod obranu se tvoju utječemo, sveta Bogorodice, ne odbij nam molbe u potrebama našim, nego nas uvijek oslobodi od svih pogibli, Djevice slavna i blagoslovljena. Gospođo naša, posrednice naša, zagovornice naša! Sa svojim nas Sinom pomiri, svojemu nas Sinu preporuči, svojemu nas Sinu izruči! Zdravo Marijo... Slava Ocu.... U ime Oca i Sina i Duha Svetoga! Amen! | « |
|   | |   |

Također, poznata je i himna posvećena Majci Božjoj poznata pod nazivom Marijo djevo sred rajskog sjaja:
| » | Marijo , Djevo, sred rajskog sjaja Slave te pjesmom anđeli raja. I mi pred tvojom, skupljeni, slikom Slavimo tebe zanosnim klikom: Slava ti, premila, Pojišana Gospo Predobra Majko vjernih ti svih! Kad neko s kakve nevolje strada, Nebeska Majko ti si mu nada! Žalostan tko je u jadu svome Molitve šalje prijestolju tvome. Slava ti, premila, Pojišana Gospo Predobra Majko vjernih ti svih! Gospo predobra, Majko vjernih ti svih! | « |
|   | |   |

Gospe od Pojišana spominje se i u staroj splitskoj pučkoj pjesmi 'Ja odlazim draga' koju su nekoć momci pjevali curama pred odlazak na plovidbu ili na odsluženje vojnog roka, a danas je jedna od najomiljenijih klapskih pjesama zbog dojmljive melodije i dirljivog teksta:
Ja odlazim draga, sutra zorom rano
Kome ću te ostaviti, moja juta rano...
Ili ću te ostavit bratu il' sestrici
Ili ću te ja nositi na svojoj desnici...
Nit' ću te ostavit bratu ni sestrici
Vengo onoj od Poj'šana Mariji Divici!

## Galerija slika
- Crkva Gospe od Pojišana
- Portal Gospe od Pojišana
- Ikona Gospe od Pojišana
- Crkva Gospe od Pojišana (2)

## Zaštita
Zgrada je na adresi Kapucinska poljana 1 i zaštićeno je kulturno dobro.
Građeni su od 17. do 20. stoljeća. Arhitekti u završnim fazama bili su Fabijan Kaliterna i Lavoslav Horvat.
Pod oznakom Z-5477 zavedena je kao nepokretno kulturno dobro - pojedinačno, pravna statusa zaštićena kulturnog dobra, klasificiranog kao sakralno-profana graditeljska baština.

## Vanjske poveznice
- Svetište i kapucinski samostan Gospe od Pojišana
- Svetište Gospe od Pojišana  Arhivirana inačica izvorne stranice od 4. lipnja 2013. (Wayback Machine)
- Gospa od Pojišana - SZST  Arhivirana inačica izvorne stranice od 4. ožujka 2016. (Wayback Machine)
- Franjevci kapucini